# Mount Kennedy (Antarktika)
Mount Kennedy ist ein kleiner und felsiger Berg im ostantarktischen Mac-Robertson-Land. In den Gustav Bull Mountains ragt er 1,5 km südlich des Mount Rivett auf.
Teilnehmer der British Australian and New Zealand Antarctic Research Expedition (1929–1931) landeten am 13. Februar 1931 mit einem Flugzeug nahe dem benachbarten Scullin-Monolithen. Sie benannten den hier beschriebenen Berg nach dem australischen Physiker Alexander Lorimer Kennedy (1889–1972), der an der Forschungsreise beteiligt war.